# 约斯普·斯科克
约斯普·斯科克（英語：Josip Skoko，1975年12月10日—），出生在芒特甘比爾，是一名澳洲籍克羅地亞裔足球員，現效力墨爾本雄心，司職中場。

## 球會
斯科克的足球生涯在北部吉隆勇士開始，其後輾轉在夏德、KRC亨克和根克勒比利吉效力過。2002年，他在KRC亨克曾擔任這支比甲球隊的隊長。2004年，他協助根克勒比利吉打入歐洲足協盃16強。
2005/06球季初，斯科克自由轉會至英超球會韋根，然而他最初並未能穩佔正選位置。2006年1月7日，他被外借至英冠球會史篤城直到2005/06球季結束。
2006/07球季，保羅·祖維爾將占美·保拿特和格拉咸·卡維拿治分別出售至富咸和新特蘭，因而在2006年夏天於韋根的中場線留下缺口，這使斯科克成為球隊中場線的支柱，夥拍保羅·舒卓拿和丹尼·蘭沙特。其後，他簽訂新約，留效至2008年。
然而，在球季結束後，斯科克無法繼續在韋根效力。兩大主要原因是，因為他上陣次數不足，因而觸犯合約條款，另外他由於退出澳洲國家隊而無法取得英格蘭的簽證。2008年5月，他不獲續約，然後就被韋根所放棄。
在歐洲期間，由於各方工作證的問題，斯科克花了比自己預期更長的時間找自己心儀的球會。大約數週後於7月21日，他最終與前球會夏德簽訂兩年合約。他說他與球會雙方只花了一分鐘就得出這個決定—簽署合約。他對於重返在1995-99年期間上陣超過100次的球會感到高興，並形容球會是「第二個家」。
2010年5月19日，斯科克返回澳洲加盟A-League球會墨爾本雄心，並以他作為球隊的傑出球員。

## 國際賽
1997-07年，史干高效力澳洲長達十年。1997年，他在對馬其頓的賽事中處子上陣，他亦是其後兩次世界盃外圍賽的支柱。2000年奧運，他亦有代表澳洲隊上陣。
2005年11月，史干高在2006年世界盃外圍賽附加賽對烏拉圭的賽事中後備入替，球隊後來擊敗對手取得2006年世界盃。2006年，他在亞洲盃外圍賽對巴林的賽事中擔任隊長。
5月25日，史干高在墨爾本木球場以1-0的比分擊敗希臘的友賽中於25碼外凌空抽射一箭中鵠，他認為這是「歷來最傳奇的一刻」。其後，他雖然獲選參戰2006年世界盃，但未有上陣。
2007年9月11日，史干高在入選對阿根廷的友賽名單後，他說這場賽事後他將會退出國家隊。他的國際賽生涯在卡爾·瓦萊里於51分鐘後備入替後結束。

## 外部連結
- （英文）约斯普·斯科克 – FIFA國際賽競賽紀錄 (存檔)
- （英文）Official website
- （英文）OzFootball profile （页面存档备份，存于）
- （英文）足球数据库：傑西普·史干高的球员统计数据
- （英文）Four Diegos interviews
- （英文）Pint Culture profile